# Aristias coriolis
Aristias coriolis is een vlokreeftensoort uit de familie van de Aristiidae. De wetenschappelijke naam van de soort is voor het eerst geldig gepubliceerd in 1993 door Lowry & Stoddart.